# Hässleholms stad
Hässleholms stad var en tidigare kommun i Kristianstads län. 

## Administrativ historik
1 januari 1901 bildades Hässleholms köping genom en utbrytning ur Stoby och Vankiva landskommuner. Den 1 januari 1914 (enligt beslut den 19 december 1913) ombildades köpingen till Hässleholms stad.
1 januari 1971 gick staden upp i den nybildade Hässleholms kommun. 

### Judiciell tillhörighet
I likhet med andra under 1900-talet inrättade stadskommuner fick staden inte egen jurisdiktion utan låg fortsatt under landsrätt och ingick i Västra Göinge domsaga och dess tingslag.

### Kyrklig tillhörighet
I kyrkligt hänseende hörde staden till Hässleholms församling. Mellan 1907 och 1 maj 1927 var Skånska trängkårens församling baserad i staden.

### Sockenkod
För registrerade fornfynd med mera så återfinns staden inom ett område definierat av sockenkod 1063 som motsvarar den omfattning staden hade kring 1950.

## Stadsvapnet
Blasonering: En sköld av guld med ett grönt andreaskors, åtföljt av fyra nötklasar av samma färg.
Vapnet fastställdes för Hässleholms stad den 25 september 1920 av Kungl. Maj:t (regeringen). Andreaskorset syftar på järnvägsknuten som växte upp efter 1860 och hasselnötsklasarna anknyter till ortnamnet. Man valde att år 1974 låta registrera stadsvapnet oförändrat för den nya kommunen.

## Geografi
Hässleholms stad omfattade den 1 januari 1952 en areal av 28,17 km², varav 24,90 km² land.

### Tätorter i staden 1960
| Tätort              | Folkmängd |
| ------------------- | --------- |
| Hässleholm, del ava | 13 055    |
| Sjörröd             | 223       |

Tätortsgraden i staden var den 1 november 1960 98,3 procent.

## Politik

### Mandatfördelning i valen 1919–1966
| 9 | 8 | 8 |

| 24 |

| 9 | 7 | 9 |

| 23 |

| 9 | 8 | 8 |

| 22 |

| 8 | 7 | 10 |

| 24 |

| 9 | 8 | 8 |

| 23 |

| 12 | 5 | 8 |

| 24 |

| 13 | 5 | 7 |

| 23 |

| 17 |  | 6 | 6 |

| 29 |

|  | 15 |  | 7 | 6 |

| 27 |

| 21 | 2 | 9 | 8 |

| 37 |

| 20 |  | 9 | 10 |

| 37 |

| 18 | 3 | 7 | 12 |

| 33 | 7 |

| 21 | 4 | 8 | 7 |

| 35 |

| 18 | 4 | 9 |  | 8 |

| 35 |